# Sebestyén Gyula (építészmérnök)
Sebestyén Gyula (Debrecen, 1921. november 12. – 2011. szeptember 13.) magyar építészmérnök, szakpolitikus.

## Élete
Sebestyén Lajos (1887–1944?) építész és Leuchtag Ella (1895–1968) fiaként született. Apai nagyapja Sebestyén Dávid (1855–1930) kolozsvári építési vállalkozó, az ortodox zsidó hitközség elnöke és a kolozsvári zsidó kórház megalapítója, aki 1912. július 16-án székelyhidasi előnévvel nemességet szerzett. Apját a vészkorszak idején elhurcolták.
Felsőfokú tanulmányait a József Nádor Műszaki és Gazdaságtudományi Egyetemen folytatta, ahol 1943-ban szerzett építészmérnöki oklevelet. Már fiatalon csatlakozott az illegális kommunista párthoz, ami miatt elfogták és tizenhárom év szabadságvesztésre ítélték, aminek azonban csak töredékét töltötte le. A második világháború végét követően, 1945–1946-ban a Magyar Kommunista Párt központjában dolgozott, a párt építési csoportjának vezetőjeként, később szakmai beosztásokban dolgozott: előbb mint a Hubertus Kőbánya és Útépítési Rt. építésvezetője, majd a Magyar Építő Rt., illetve az Építéstudományi Központ tudományos igazgató-helyettese; ez utóbbi tisztségeket 1950-ig töltötte be.
A következő években az Építésügyi Minisztérium állományában dolgozott, mint a Műszaki Fejlesztési Főosztály vezetője, ám az 1956-os forradalom idején tanúsított magatartása miatt 1957-benn fel kellett adnia minisztériumi pozícióját, s csak az Építésgazdasági és Szervezési Intézet jogelődjének tudományos igazgatóhelyetteseként tevékenykedhetett tovább. 1959-ben belépett ugyan a Magyar Szocialista Munkáspártba, de a minisztériumba csak közel évtizednyi kihagyás után térhetett vissza: 1965 és 1968 között építésügyi miniszterhelyettes volt. Ezen idő alatt (1966-ban) megszerezte a műszaki tudományok doktora tudományos fokozatot, majd 1968–1970 között az ENSZ Építőipari Bizottság elnöki tisztségét is viselte.
Miniszterhelyettesi megbízatásának letelte után, tudományos szempontból némileg előrébb, pozíció tekintetében azonban visszábblépve az Építéstudományi Intézet (ÉTI) igazgatója lett, 1980-ig. Az ÉTI mindenkori vezetői közül senki sem állt olyan hosszú ideig az intézet élén, mint ő, s a szervezet az 1970-es években elért nemzetközi elismertségét elsősorban neki köszönhette. Aktív pályájának utolsó 12 évében át a legrangosabb építéstudományi világszervezet, a Nemzetközi Építéskutatási Tanács (CIB) főtitkáraként Rotterdamban működött, s jórészt az ő érdeme volt, hogy a korábban inkább csak állami kutatóintézeteket összefogó grémium dinamikus térhódításnak indult az egyetemi kutatások területén is.
1990-ben az MTA külső tagjává választották, 1991 áprilisától pedig a Budapesti Műszaki Egyetem Építészmérnöki Karán az Építés-kivitelezési Tanszékre kapott egyetemi tanári kinevezést. 2011-ben hunyt el.

### Szakirodalmi munkássága
Tudományos és szakírói elismertségét korábban főként a panelos és a könnyűszerkezetes építésmódokkal foglalkozó könyveivel vívta ki (1965, 1977), ezek angol, illetve japán nyelven is megjelentek. Munkásságának fókuszába később az építés iparosítása helyett a fenntartható fejlődés követelményeinek megfelelő építési technológiák kifejlesztése került.
2001-ben, a londoni Spon kiadónál jelent meg Construction - Craft to industry című monográfiája, mely egyszerre volt építéstechnikai és építéstudományi kutatóenciklopédia, illetve egy szakmai közeljövőkép dokumentuma. Könyve áttekinti a fenti két szakterület fejlődését a második világháborútól az ezredforduló körüli időszakig; objektívan mutatja be a korszak fő irányát jelentő építésiparosítás látványos, ám egyúttal legvitatottabb eredményeit, negatívumait, majd elemzi a teljesítményelv és a modulkoordináció térhódítását, ami a korszerű, fenntartható építéstechnika létrejöttének lényeges feltétele volt.

## Fő művei
- Nagyelemes lakóházak. 1960
- Az építés hatékonysága I. 1964
- Nagypanelos építés. 1967
- Lakás és város a nagyvilágban. 1969
- Könnyűszerkezetes építés. 1972
- A könnyűszerkezetes építés vékony lemezei és szendvicspanelei. 1975
- Vékony lemezek és szendvicspanelek a könnyűszerkezetes építésben. 1977
- Építőipari gazdaságtan. 1983
- Construction - Craft to industry. 2001

## Elismerései
- 2011. július 7-én, a magyar és nemzetközi építési kutatásban, a magyar kutatók támogatásában valamint a kutatási feltételek biztosításában nyújtott munkájáért Eötvös Loránd-díjban részesült.[6]

## Emlékezete
- Születésének századik évfordulója alkalmából, 2021. november 12-én a Magyar Projektmenedzsment Szövetség Építési Tagozata szimpóziummal emlékezett meg életéről és munkásságáról.[7]